# Czapiewski II
Czapiewski II (Suroch-Czapiewski, Żuroch-Czapiewski, Leliwa odmienny, Monstern) – kaszubski herb szlachecki, według Przemysława Pragerta odmiana herbu Leliwa.

## Opis herbu
Opis z wykorzystaniem zasad blazonowania, zaproponowanych przez Alfreda Znamierowskiego:
W polu błękitnym półksiężyc złoty, nad którym takaż gwiazda. Klejnotu nad hełmem, bez korony pięć piór strusich. Labry błękitne, podbite złotem.

## Najwcześniejsze wzmianki
Pieczęć Franza von Suroch z 1777 i 1787. Herb znany jedynie z materiałów zebranych przez pana Jana T. Czapiewskiego (Żuroch), opublikowany dopiero przez Przemysława Pragerta.

## Herbowni
Czapiewski (Czapienski, Czapiewsky, Czapiński). Rodzina używała też licznych przydomków: Gran (Gron, Grzanka), Jajeczek, Prusak (Pruszak), Wnuk, Złosz, Janta, Paszk, Ranoch (Renoch), Rumel, Samek (Zamek), Stosz (Wstosz), Ukleja, Wojan (Wojen), Żłop, Żuroch.
Ten konkretny herb odcisnął na pieczęci członek gałęzi o przydomku Żuroch. Tej samej rodzinie przypisywano także Leliwę, Sasa i inny herb własny, Czapiewski III.
Nieznany Czapiewski posłużył się pieczęcią z herbem Czapiewski. Granom Żernicki przypisywał także Drzewicę, oraz herb własny, Gran. Natomiast według polskich autorów, rodzina ta używała herbu Jastrzębiec (Borkowski, Boniecki). Jantowie używali herbu Janta vel Białk (Żernicki). Pruszakowie mieli używać herbu Leliwa, przypisywano im też herb Pielesz. Zachowały się odciski pieczęci z herbami Wnuk-Czapiewskich i Złoszcz-Czapiewskich. Ci ostatni mieli, razem ze Żłop-Czapiewskimi, posługiwać się także Brochwiczem III, albo Ostoją. Ponadto Czapiewscy z poznańskiego, nie wiadomo czy spokrewnieni z kaszubskimi, używali Pomiana.